# Mikroekonomija
Mikroekonomija (grč. "micros" = mali, "oikonomia" = ekonomija) - grana je ekonomije, koja proučava pojedinačne gospodarske subjekte kao što su domaćinstva, poduzeća i tržišta, kao i odnose među njima.

## Povijest i nastanak
Utemeljiteljem ove discipline smatra se Adam Smith, koji je 1776. godine napisao djelo Bogatstvo naroda (eng. Wealth of nations). U njemu razmatra kako se određuju individualne cijene, proučava odrednice cijene zemlje, rada i kapitala te ispituje snage i slabosti tržišnog mehanizma.

## Predmet proučavanja danas
Danas se proučavaju pojedinačni subjekti s gledišta troškova proizvodnje, oblikovanja i raspodjele profita, oblikovanja cijena, proizvodnje i distribucije roba i usluga pojedinačna tržišta, individualnu štednju i akumulaciju, životni standard i osobnu potrošnju itd.
Mikroekonomija proučava i donošenje odluka o upotrebi određenih proizvodnih resursa. Proučava se zašto pojednici daju prednost jednom tipu robe ili usluge u odnosu na drugi. Npr. zašto pojedinci više vole automobile od motocikla te kako na kraju proizvođači odlučuju da li će proizvoditi automobile ili motocikle. U tom slučaju istražuju se tržišta (automobila i motocikla) i prilikom njihove usporedbe i usporedbe odnosa ulaganja i profita odlučuje o tome što će se proizvoditi.
Također, promatra se kako svako tržište za svaku robu i pruža šansu za razumijevanje cjelokupnog repro ciklusa proizvodnje, raspodjele i potrošnje u pojedinoj ekonomiji u određenom trenutku.
Jedan od ciljeva mikroekonomije je analizirati mehanizme tržišta koji uspostavljaju relativne cijene između roba i usluga i raspodjelu ograničenih resursa. Mikroekonomija analizira i tržišni neuspjeh, kada tržišta ne uspijevaju dati učinkovite rezultate te opisuje teorijske uvjete potrebne za konkurentnost. 

## Osnovni pojmovi u mikroekonomiji
- Tržište
- Ponuda i potražnja
- Oskudnost resursa
- Efikasnost
- Granica proizvodnih mogućnosti
- Isplativi trošak
- Ekonomska elastičnost